# Герінгі-Грін-лейнс (станція)
51°34′39″ пн. ш. 0°05′52″ зх. д. / 51.5774° пн. ш. 0.0977° зх. д.
Герінгі-Грін-лейнс (англ. Harringay Green Lanes) - станція London Overground лінії Госпел-Оук — Баркінг, розташована у районі Герінгі у 3-й тарифній зоні, між станціями Кроуч-гілл та Саут-Тоттенгем, за 7.7 км від Сент-Панкрас. В 2019 році пасажирообіг станції — 0.928 млн осіб
Конструкція станції: наземна відкрита з двома прямими береговими платформами.

## Історія
- 1 червня 1880: відкриття станції, як Грін-лейнс
- 1883: станцію перейменовано на Герінгі-парк, Грін-лейнс
- 18 червня 1951: станцію перейменовано на Герінгі-парк
- 27 жовтня 1958: станцію перейменовано на Герінгі-стадіум
- 12 травня 1990: станцію перейменовано на Герінгі-Іст
- 8 липня 1991: станцію перейменовано на Герінгі-Грін-лейнс

## Пересадки
- на автобуси London Buses маршрутів: 29, 141, 341 та нічний маршрут N29 [5]
- У кроковій досяжності знаходяться:
  - Герінгі East Coast Main Line[en] (0.58 km)[6]
  - Манор-хаус Лінія Пікаділлі (700 м)